# Hounds of Love
Hounds of Love – piąty album Kate Bush, wydany w roku 1985.

## O albumie
W zestawieniu UK Albums Chart w roku 1985 album dostał się na pierwszą pozycję, natomiast singel „Running Up That Hill” na miejsce trzecie w zestawieniu UK Singles Chart. W roku 1997 na rynku ukazała się wersja specjalna płyty, na której znalazło się dodatkowych 6 nagrań.

## Lista utworów
1. „Running Up That Hill (A Deal with God)” – 5:03
2. „Hounds of Love” – 3:02
3. „The Big Sky” – 4:41
4. „Mother Stands for Comfort” – 3:07
5. „Cloudbusting” – 5:10
6. „And Dream of Sheep” – 2:45
7. „Under Ice” – 2:21
8. „Waking the Witch” – 4:18
9. „Watching You Without Me” – 4:06
10. „Jig of Life” – 4:04
11. „Hello Earth” – 6:13
12. „The Morning Fog” – 2:34

Utwory bonusowe (1997 EMI Edition):
1. „The Big Sky” (Meteorogical Mix) – 7:44
2. „Running Up That Hill” (12" Mix) – 5:45
3. „Be Kind to My Mistakes” – 3:00
4. „Under the Ivy” – 2:08
5. „Burning Bridge” – 4:38
6. „My Lagan Love” – 2:30

## Twórcy
- Kate Bush – wokal, fairlight, fortepian
- Paddy Bush – skrzypce, bałałajka, didgeridoo, wokal, fujara pasterska
- Stuart Elliott – instrumenty perkusyjne
- Charlie Morgan – instrumenty perkusyjne
- Alan Murphy – gitara
- Del Palmer – gitara basowa